# 서영교
서영교(徐瑛敎, 1964년 11월 11일~)는 대한민국의 정치인이다. 제19·20·21·22대 국회의원이며, 더불어민주당 소속이다.
이화여자대학교 정치외교학과 재학 시절 총학생회장으로 활동했다. 동대학원에서 공공정책으로 석사학위를 받았으며, 동아시아학으로 박사과정을 수료하였다. 숭실대학교 언론홍보학과 동국대학교 언론정보대학원에서 강의하였다.
1988년부터 서울특별시 중랑구에서 10년간 무료 도서 대여실과 주부대학을 운영했다. 노무현 정부 청와대 춘추관장을 역임했다. 2012년 제19대 총선에 민주통합당 후보로 서울특별시 중랑구(갑)에 출마하여 제19대 국회의원으로 당선되었다. 
2012년 원내부대표를 역임했으며, 2014년 원내대변인을 맡았다. 2015년 4월 새정치민주연합 전국여성위원장에 임명되었다.
2016년 4월 13일 제20대 국회의원 선거에서 서울특별시 중랑구(갑) 더불어민주당 후보로 나서 54.15%의 득표율로 당선되었다.

## 학력
- 서울중곡국민학교 졸업
- 장평중학교 졸업
- 혜원여자고등학교 졸업
- 이화여자대학교 정치외교학 졸업
- 이화여자대학교 정책과학대학원 공공정책학 석사
- 이화여자대학교 대학원 동아시아학 박사과정 수료

## 경력
- 1986년: 이화여자대학교 총학생회 회장
- 2005년 3월~2007년 3월: 열린우리당 서울특별시당 여성위원회 위원장
- 2007년 5월~2008년 2월: 노무현 정부 대통령비서실 홍보수석실 보도지원비서관 겸 춘추관장
- 2007년~2014년 2월: 동국대학교 언론정보대학원 겸임교수
- 2011년 10월: 2011년 하반기 재보궐선거 무소속 박원순 서울특별시장 후보 희망캠프 유세본부 본부장
- 2012년 4월 11일: 대한민국 제19대 국회의원 선거 당선(서울 중랑구 갑, 민주통합당, 초선)[4][5]
- 2012년 5월~2013년 5월: 민주통합당 서울특별시당 중랑구 갑 지역위원회 위원장
- 2012년 6월~2013년 5월: 민주통합당 원내부대표
- 2012년 11월~2012년 12월: 제18대 대통령 선거 문재인 대통령 후보 선거대책위원회 공동유세단장
- 2013년 4월~2015년 4월: 민주당→새정치민주연합 서울특별시당 여성위원장
- 2013년 5월~2014년 3월: 민주당 서울특별시당 중랑구 갑 지역위원회 위원장
- 2014년 3월~2015년 12월: 새정치민주연합 서울특별시당 중랑구 갑 지역위원회 위원장
- 2014년 10월~2015년 5월: 새정치민주연합 원내대변인
- 2015년 4월~2015년 12월: 새정치민주연합→더불어민주당 전국여성위원회 위원장
- 2015년 12월~2016년 7월: 더불어민주당 서울특별시당 중랑구 갑 지역위원회 위원장
- 고려대학교 법학전문대학원 KNA 최고위과정
- 2016년 4월 13일: 대한민국 제21대 국회의원 선거 당선(서울 중랑구 갑, 더불어민주당, 재선)
- 2017년 9월~: 더불어민주당 서울특별시당 중랑구 갑 지역위원회 위원장
- 2018년 9월~2019년 1월: 더불어민주당 원내수석부대표
- 2020년 4월 15일: 대한민국 제21대 국회의원 선거 당선(서울 중랑구 갑, 더불어민주당, 3선)
- 2022년 8월~2024년 8월: 더불어민주당 최고위원
- 2024년 4월 10일: 대한민국 제22대 국회의원 선거 당선(서울 중랑구 갑, 더불어민주당, 4선)

### 의정 활동
- 2012년 5월 30일~2016년 5월 29일: 제19대 국회의원(서울 중랑구 갑, 민주통합당→민주당→새정치민주연합→더불어민주당, 초선)
  - 2012년 7월~2016년 5월: 제19대 국회 전반기, 후반기 법제사법위원회 위원
  - 2013년 4월~2013년 9월: 제19대 국회 사법제도개혁특별위원회 간사
  - 2014년 6월~2015년 5월: 제19대 국회 후반기 예산결산특별위원회 위원
  - 2014년 10월~2015년 5월: 제19대 국회 후반기 운영위원회 위원
- 2016년 5월 30일~2020년 5월 29일: 제20대 국회의원(서울 중랑구 갑, 더불어민주당→무소속→더불어민주당, 재선)
  - 2016년 6월~2016년 7월: 제20대 국회 전반기 법제사법위원회 위원
  - 2016년 6월~2018년 5월: 제20대 국회 전반기 국방위원회 위원
  - 2017년 5월~2018년 5월: 제20대 국회 전반기 예산결산특별위원회 위원
  - 2017년 12월~2018년 5월: 제20대 국회 재난안전대책특별위원회 위원
  - 2017년 12월~2017년 12월: 제20대 국회 대법관(민유숙·안철상) 임명동의에 관한 인사청문특별위원회 간사
  - 2018년 7월~2018년 9월: 제20대 국회 후반기 교육위원회 간사
  - 2018년 9월~2019년 1월: 제20대 국회 후반기 운영위원회 간사
  - 2018년 9월~2020년 5월: 제20대 국회 후반기 교육위원회 위원
- 2020년 5월 30일~2024년 5월 29일: 제21대 국회의원(서울 중랑구 갑, 더불어민주당, 3선)
  - 2020년 6월~2022년 5월: 제21대 국회 전반기 행정안전위원회 위원장
  - 2020년 7월~2024년 5월: 국회인권포럼 구성의원
  - 2021년 4월~2021년 5월: 제21대 국회 국무총리(김부겸) 임명동의에 관한 인사청문특별위원회 위원
  - 2021년 11월~2022년 4월: 제21대 국회 중앙선거관리위원회 위원(문상부) 선출에 관한 인사청문특별위원회 위원장
  - 2022년 7월~2024년 5월: 제21대 국회 후반기 기획재정위원회 위원
  - 2023년 11월~2023년 12월: 제21대 국회 대법원장(조희대) 임명동의에 관한 인사청문특별위원회 위원
- 2024년 5월 30일~: 제22대 국회의원(서울 중랑구 갑, 더불어민주당, 4선)
  - 2024년 6월~: 제22대 국회 전반기 법제사법위원회 위원
  - 2024년 6월~: 제22대 국회 전반기 여성가족위원회 위원

## 의정활동
- 형사소송법 개정안 대표발의: 살인죄 공소시효 폐지를 골자로 한다. 대구 아동 황산테러 사건을 계기로 입법되었으며, 소위 '태완이법'으로도 불린다.[6]
- 형법 개정안 대표발의: 술이나 약물로 인한 심신장애의 감형을 금지하는 내용이다.[7]
- 가족관계의 등록 등에 관한 법률 개정안 대표발의: 아이가 친자라는 가정법원의 확인만 있으면 미혼부도 출생신고를 할 수 있게 하는 내용이다. 2년 전 언론에 소개된 아이의 이름을 따 '사랑이법'으로 불린다.[8]
- 군인연금법 개정안 대표발의: 부상당한 장병에 대한 치료비 지원을 기존 30일 이내에서 2년으로 확대하는 법안이다. 소위 '하재헌법'으로 불린다.[9]
- 성폭력 범죄의 처벌 등에 관한 특례법 개정안 및 아동·청소년의 성보호에 관한 법률 개정안 대표발의: DNA 등 과학적 증거가 있는 성범죄에 대한 공소시효를 배제하는 내용이다.[10]
- 국민건강증진법 개정안 대표발의: 어린이집 주변 도로, 교육환경보호구역, 어린이보호구역 등 어린이들의 주요 통학로를 금연구역으로 지정하는 내용이다.[11]

## 역대 선거 결과
|  | 40.91% |

|  | 54.15% |

|  | 57.76% |

|  | 61.92% |

## 소속 정당
| 소속 정당 | 소속 정당      | 소속 기간 | 비고      |
| --------- | -------------- | --------- | --------- |
|           | 새천년민주당   | 2000~2003 | 정계 입문 |
|           | 무소속         | 2003      | 탈당      |
|           | 열린우리당     | 2003~2007 | 창당      |
|           | 대통합민주신당 | 2007~2008 | 합당      |
|           | 통합민주당     | 2008      | 합당      |
|           | 민주당         | 2008~2011 | 당명 변경 |
|           | 민주통합당     | 2011~2013 | 합당      |
|           | 민주당         | 2013~2014 | 당명 변경 |
|           | 새정치민주연합 | 2014~2015 | 합당      |
|           | 더불어민주당   | 2015~2016 | 당명 변경 |
|           | 무소속         | 2016~2017 | 탈당      |
|           | 더불어민주당   | 2017~현재 | 복당      |

## 같이 보기
- 서울 중랑구의 국회의원
- 중랑구 갑